# Sciopero di Ranica del 1909

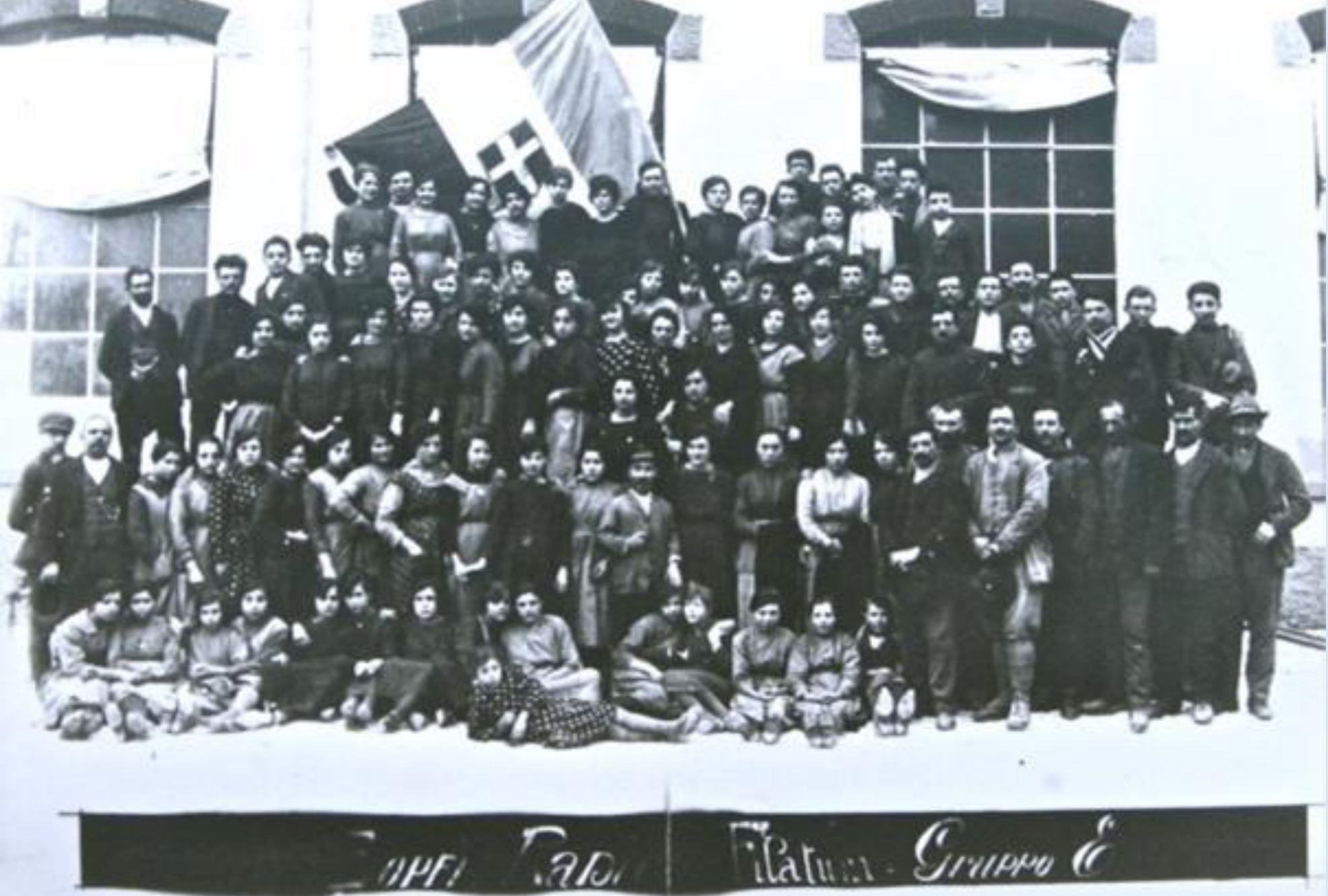
Un'immagine d'epoca che ritrae gli operai e le operaie del Cotonificio Zopfi, in posa davanti allo stabilimento, durante lo sciopero del 1909.

Lo sciopero di Ranica fu una delle più rilevanti proteste operaie nella storia dell'industria tessile italiana, svoltosi presso il Cotonificio Zopfi a Ranica, in provincia di Bergamo, tra il settembre e il novembre del 1909. L'evento, durato 48 giorni, coinvolse oltre 800 operai e rappresentò un'importante tappa nella lotta per i diritti dei lavoratori, guidata da organizzazioni sindacali cattoliche e sostenuta da figure di rilievo come l'allora vescovo di Bergamo Giacomo Maria Radini Tedeschi, don Angelo Roncalli (futuro Papa Giovanni XXIII) e Nicolò Rezzara.

## Contesto storico
Ranica, agli inizi del XX secolo, era una delle principali località dell'industrializzazione nella Valle Seriana, caratterizzata dalla presenza del Cotonificio Zopfi, che impiegava prevalentemente donne e bambini in condizioni lavorative dure e mal retribuite. Le giornate lavorative potevano raggiungere le 13 ore, con salari che variavano da 0,50 a 2,20 lire, a seconda dell'età e del sesso. La disciplina era rigida e le multe frequenti, aggravando ulteriormente la già difficile situazione operaia.

## Cause dello sciopero

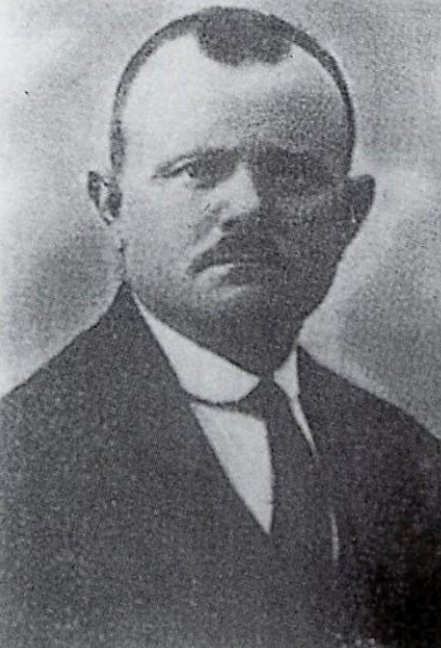
Fotografia di Pietro Scarpellini

La protesta nacque il 18 settembre 1909, con il licenziamento di Pietro Scarpellini, vicepresidente della Lega Operaia Cattolica di Ranica, accusato dalla direzione dello stabilimento di fare propaganda sindacale durante l'orario di lavoro. L'episodio innescò un'immediata solidarietà tra gli operai, che il 21 settembre entrarono in sciopero per chiedere non solo la riassunzione di Scarpellini, ma anche il riconoscimento del diritto di organizzazione sindacale.

## Svolgimento
Il 30 settembre, per far fronte allo sciopero collettivo che si era ormai affermato, la direzione del cotonificio Zopfi decise di considerare l'intera maestranza come dimissionaria, ufficializzando il licenziamento collettivo. Questo provvedimento alimentò la determinazione degli operai, che il 5 ottobre votarono in assemblea per continuare lo sciopero a oltranza con un ampio margine: 430 voti favorevoli contro soli 12 contrari. Parallelamente, le tensioni si intensificarono quando i Carabinieri, inviati per mantenere l’ordine, adottarono atteggiamenti ostili verso gli operai, arrivando ad aggredire alcune scioperanti durante le manifestazioni. Un episodio particolarmente grave si verificò il 22 ottobre, quando un’operaia fu arrestata e condannata a otto giorni di carcere per aver reagito a uno spintone di un carabiniere.
Le trattative continuarono sotto la supervisione del prefetto di Bergamo. Gli scioperanti, guidati da Nicolò Rezzara, mantennero ferme le loro richieste, insistendo sul riconoscimento del diritto di organizzazione sindacale e sulla tutela dei lavoratori coinvolti. Il 3 novembre 1909, dopo lunghe negoziazioni, si giunse a un accordo tra le parti. La convenzione prevedeva il riconoscimento della funzione delle leghe interne agli stabilimenti e delle rappresentanze sindacali, insieme alla riassunzione di tutta la maestranza, con l’eccezione di Pietro Scarpellini, considerato irremovibile dalla direzione.
L’8 novembre 1909, dopo oltre un mese e mezzo di sciopero, gli operai ripresero il lavoro. Il ritorno in fabbrica segnò non solo la fine del conflitto, ma anche una vittoria simbolica per il movimento operaio locale, che ottenne un importante riconoscimento dei propri diritti in un’epoca in cui simili conquiste erano rare e difficili da ottenere.

## Conseguenze
Lo sciopero di Ranica rappresentò una pietra miliare per il movimento sindacale cattolico in Italia, dimostrando la possibilità di coniugare lotte operaie con valori cristiani. Inoltre, l'accordo ottenuto ebbe una portata provinciale, stabilendo un precedente per altre organizzazioni tessili della zona. La mediazione viene indicata come fondamentale per la creazione in terra bergamasca del sindacato cattolico conosciuto come Confederazione italiana dei lavoratori, progenitrice della CISL.
L'evento è stato ricordato come un momento cruciale per la comunità di Ranica, influenzando profondamente la sua identità sociale e culturale. Nel 2019, in occasione del 110º anniversario, il Comune di Ranica ha celebrato lo sciopero con iniziative culturali e commemorazioni per sottolineare l'importanza storica della protesta.